# Landivisiau
Landivisiau (bretonisch Landivizio) ist eine französische Gemeinde mit 9197 Einwohnern (Stand 1. Januar 2022) im Département Finistère in der Bretagne. Sie gehört zum Gemeindeverband Communauté de communes du Pays de Landivisiau. Landivisiau gilt mit seinem jährlichen Pferdemarkt als „Hauptstadt des bretonischen Pferdes“. Es ist Hauptort des Kantons Landivisiau.

## Geschichte

### Etymologie
Der Name Landivisiau leitet sich vom bretonischen Wort lann, mit dem eine Einsiedelei bezeichnet wird, und dem heiligen Thivisiau ab, dessen Familienname Gwisiau lautete.

### Eckdaten
- 1292: Erste Erwähnung des Namens Landeviziau.
- 1309: Der Name wird erstmals Landivisiau geschrieben.
- 1497: Bau der Chapelle Saint Guénal.
- 1590: Beginn der Bauarbeiten am Kirchturm.
- zwischen 1610 und 1620: Bau der Chapelle Saint Anne.
- 1856: Die Chapelle Saint Anne wird in den Friedhof verlegt.
- 1875: Bau der Chapelle Notre Dames de Lourdes.
- 1958: Die alten Markthallen werden eingerissen.
- 1960: Bau der neuen Markthallen.
- 1963–1965: Bau eines Stützpunktes der Marineflieger.
- 1973: Unterzeichnung des Partnerschaftsvertrages mit der deutschen Stadt Bad Sooden-Allendorf.
- 1982: Einweihung des neuen Rathauses.

## Bauwerke
- Saint-Thivisiau-Brunnen

## Pferdehandel und Équipôle du pays de Landivisiau
1870 wurde der Grundstein für den Markt und die Markthalle von Landivisiau gelegt. Dort entstand ein bedeutender Pferdemarkt, der an jedem zweiten Mittwoch des Monats stattfand. Bereits im ausgehenden 19. Jahrhundert wurde Landivisiau zum Zentrum des Handels mit Bretonen. Pferdehändler konnten sich große Häuser in der Nähe des Messegeländes bauen. 1928 wurden am Bahnhof Landivisiau rund 32'000 Pferde verladen und 1939 waren es noch 18'000 Pferde. Zahlreiche Pferde wurden über die Straße transportiert. Der Handel war weit verzweigt und es wurden Pferde bis nach Argentinien, Brasilien und Japan verschifft. Daran erinnert eine Pferdestatue aus Bronze auf einem Platz in der Nähe des Rathauses.
In Landivisiau und Umgebung finden zahlreiche Pferdesportveranstaltungen statt. Die Société hippique de Landivisiau organisierte im März 1936 den Concours central des chevaux d'artillerie.
Im nahegelegenen Plougourvest befindet sich das Pferdesportzentrum und Gestüt Équipôle du pays de Landivisiau. Dort werden Turniere im Springreiten, Dressurreiten, Vielseitigkeitsreiten, Fahren, Distanzritte sowie Wettbewerbe für Bretonische Pferde ausgerichtet. Auf der zugehörigen Rennbahn, dem Hippodrome de Croas-al-Leuriou in werden Galopprennen (Flachrennen und Hindernisrennen) und Trabrennen veranstaltet.

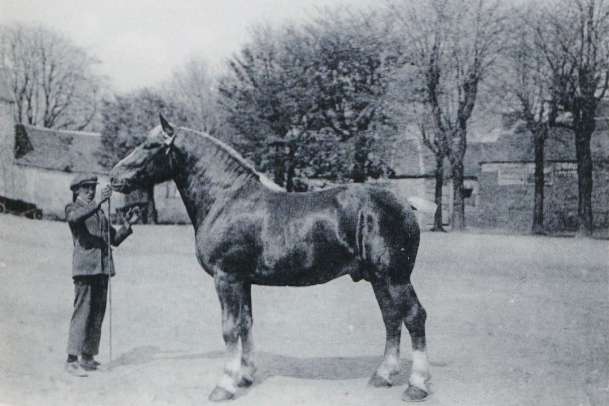
Artisan, Postier Breton in Landivisiau gezogen, 1926 verkauft an Haras national d'Hennebont verkauft
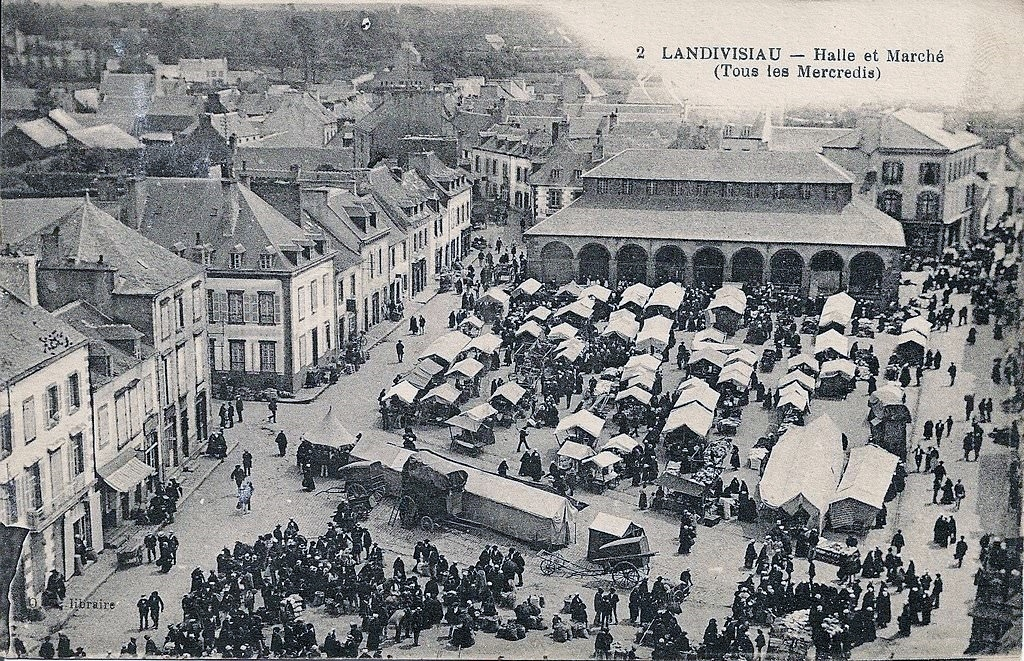
Markt von Landivisiau mit Markthalle, ca. 1910–1920